# Тяговая подстанция № 2 (Новосибирск)

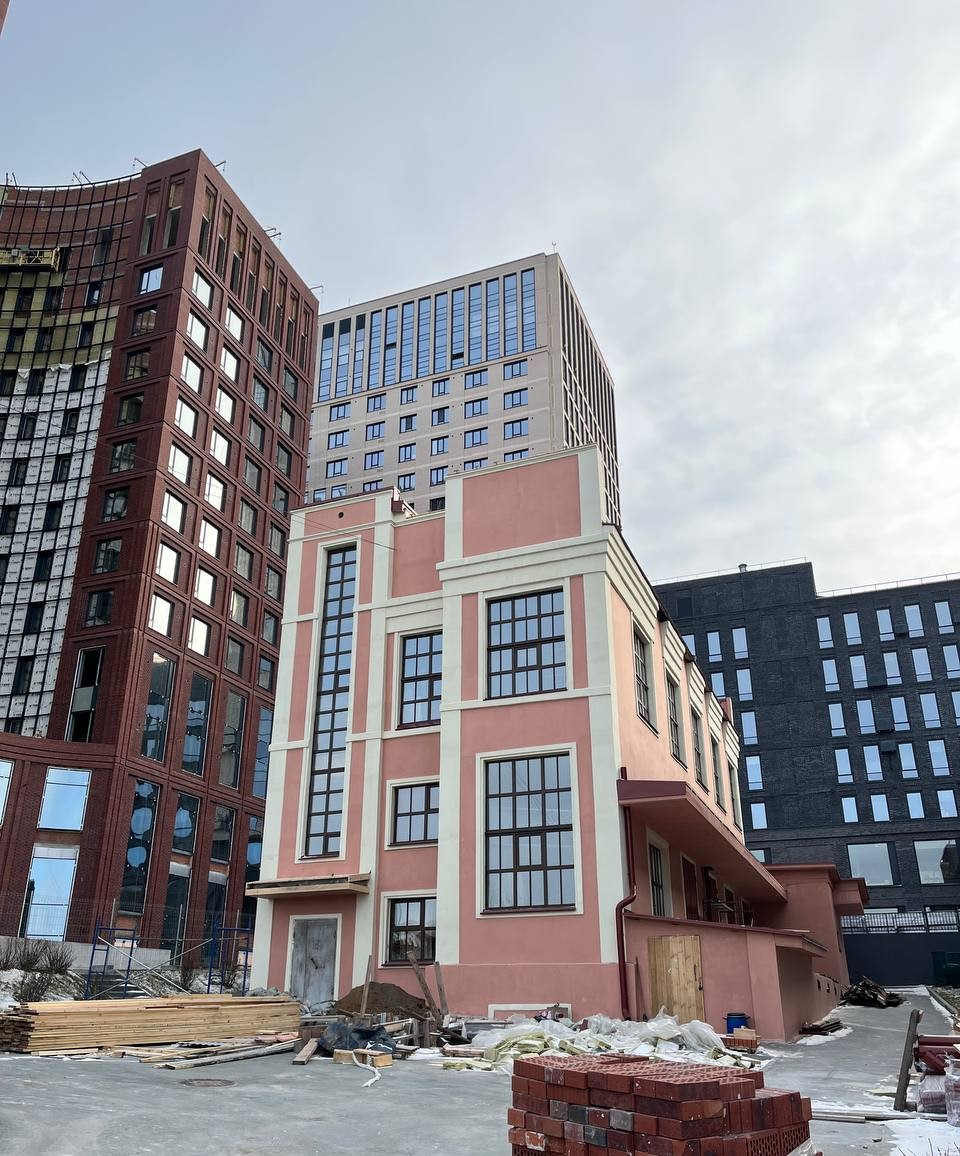
Состояние на 2024 год (после реставрации)

Тяговая подстанция № 2 — электрическая подстанция, обеспечивающая энергией несколько участков троллейбусной и трамвайной линий Новосибирска. Расположена на улице Маковского в Октябрьском районе города. Построена в 1936 году.

## Описание
Трёхэтажное здание подстанции было построено в 1936 году для снабжения электричеством трамвайной линии, проходившей первоначально по Большевистской улице до завода «Труд», а впоследствии и до Ини.
Подстанция обеспечивает электроэнергией один участок трамвайной сети на Зыряновской улице и три участка для троллейбуса: один из них занимает весь Коммунальный мост от правобережья Оби до дамбы левого берега, два других проходят по Большевистской улице.

### Оборудование
Отдельное помещение занимает высоковольтное оборудование с напряжением в 6000 вольт, изготовленное в ГДР.
В соседнем помещении находятся распределительные устройства и фидерные автоматы, отвечающие раздельно за определённые сетевые участки для трамваев и троллейбусов, а также выпрямители, преобразующие переменный ток в постоянный. Первоначально всю площадь третьего этажа занимали ртутные выпрямители, заменённые в 1968 году на кремниевые, благодаря чему существенная площадь здания освободилась.
В 1970—1980 годах подстанция перешла на телеуправление, для которого была отведена специальная комната, в эту часть здания с диспетчерского пульта поступают и распределяются сигналы.
В 1975 годы старые трансформаторы подстанции были демонтированы, однако два устройства продолжают работать с 1936 года.

### Электролаборатория
На третьем этаже, где ранее размещалось ртутное оборудование, с 1968 года находится электролаборатория, работающая для 33 городских подстанций, она занимается релейной защитой, настройкой приборов, различными испытаниями, проверками и т. д.

## Историческая ценность
Тяговая подстанция № 2 представляет собой пример промышленной архитектуры 1930-х годов в конструктивистском стиле с неоклассическими элементами в оформлении фасадов и связана с историей возникновения в Новосибирске общественного электротранспорта.
В 2020 году госэкспертиза одобрила включение здания подстанции в список объектов культурного наследия.